# Aapajärvi
Aapajärvi è il lago più grande della regione della città finlandese di Tornio e della relativa frazione di 128 abitanti. È situato a circa 10 km dal centro del paese di Karunki e a circa 60 km da Tornio.
Il lago si trova a circa 60 m sopra il livello del mare e ha una lunghezza di circa 3,5 km e una larghezza massima di circa 1 km. L'emissario del lago è il fiume Liakanjoki che a sua volta confluisce nel Tornionjoki.
Prima della sua eutrofizzazione il lago aveva una profondità di circa 12 m.; il suo fondale è ricoperto da circa un metro di limo e sono scomparse le sue spiagge, in precedenza sabbiose. Nel lago sono presenti cinque isole, delle quali due di appena pochi metri quadrati.